# Anthony Priddis
Anthony Martin Priddis (* 15. März 1948) ist ein britischer anglikanischer Geistlicher. Er war von 2004 bis September 2013 Bischof von Hereford in der Church of England.

## Leben und Karriere
Priddis besuchte von 1959 bis 1965 die Watford Grammar School for Boys in Watford, Hertfordshire. Von 1966 bis 1969 studierte er Naturwissenschaften mit dem Schwerpunkt Biochemie am Corpus Christi College an der University of Cambridge und schloss das Studium mit einem MA ab. Zur Vorbereitung auf das Priesteramt besuchte er von 1969 bis 1972 das Ripon Theological College in Cuddesdon. Gleichzeitig studierte er von 1971 bis 1972 Theologie am New College an der University of Oxford, wo er mit einem Diplom in Theologie und einem Master of Arts abschloss.
Er wurde 1972 zum Diakon und 1973 zum Priester geweiht. Von 1972 bis 1975 war er als Hilfsvikar an der St Edward’s Church in New Addington tätig. Danach war er am Christ Church College der University of Oxford von 1975 bis 1980 als Studentenpfarrer (College Chaplain) tätig.
Von 1980 bis 1986 war Priddis Dekan (Team Vicar) von St John’s in High Wycombe. Von 1986 bis 1996 war er zunächst als leitender Pfarrer (Priest-in-Charge), dann als Rektor der Kirchengemeinde Amersham tätig. Ab 1992 war er außerdem Landdekan von Amersham. Von 1995 bis 1996 war er als ehrenamtliches Mitglied des Domkapitels (Honorary Canon) an der Christ Church Cathedral in Oxford tätig.
Von 1996 bis 2004 war er Suffraganbischof von Warwick. 2004 wurde er Bischof der Diözese Hereford. Ende September 2013 ging er als Bischof von Hereford in den Ruhestand.
Priddis hatte während seiner Kirchenlaufbahn außerdem zahlreiche weitere Ämter in kirchlichen Organisationen, caritativen Einrichtungen und sonstigen Gremien inne. Von 1986 bis 1996 war er Vermögenswalter, Treuhänder und Vorsitzender der Amersham United Charities. Gleichzeitig war er Vorsitzender des Verwaltungsrats zweier Schulen. 1988 war er Gründungsmitglied der Chilterns Hundred Housing Association und gehörte dort bis 1992 dem Vorstand an. Von 2002 bis 2005 gehörte er dem West Midlands Cultural Consortium als Mitglied an. Von 2003 bis 2006 war er stellvertretender Vorsitzender des Family Life and Marriage Education (FLAME) Network. Dort war er von 2001 bis 2006 auch als Vermögensverwalter und Treuhänder tätig. Seit 2002 ist Priddis außerdem Mitglied und Vorsitzender der Central Safeguarding Liaison Group in der Church of England. Von 2002 bis 2008 wurde er als erster Laie in den Verwaltungsrat der Intercollegiate Faculty of Accident and Emergency Medicine (FAEM) gewählt. 2004 wurde er dort zum Honorary Fellow ernannt. Seit 2004 ist er auch Vermögenswalter und Treuhänder des Eveson Charitable Trust in Gloucester. Seit 2006 ist er als Nachfolger von Graham Richard James Vorsitzender der Bischöflichen Kommission für ländliche Fragen (Rural Bishops Panel).
Priddis ist verheiratet. Seine Frau Kathy ist Künstlerin und eine anerkannte Porträtmalerin. Sie haben zwei Söhne und eine Tochter.

## Mitgliedschaft im House of Lords
Priddis gehörte seit 24. November 2009 als Geistlicher Lord dem House of Lords an. Zu seinen politischen Interessengebieten zählt Priddis die Entwicklung ländlicher Gebiete, kirchliche Kinder- und Jugendarbeit, Ehe- und Familienpolitik, Wohnungsbau sowie der Einsatz für die lokalen Interessen in Herefordshire und Shropshire. Seine Antrittsrede stand im Dezember 2009 noch aus. Ende September 2013 schied er mit seinem Ruhestand als Bischof von Hereford offiziell aus dem House of Lords aus.

## Wirken in der Öffentlichkeit
In kirchenrechtlichen Fragen vertritt Priddis einen eher konservativen Standpunkt. Er gilt weitgehend als Traditionalist. Dies zeigte sich insbesondere auch in seiner generellen Einstellung zur Frage der Homosexualität.
Im Juni 2003 war Priddis einer der Bischöfe der Church of England, der die Nominierung von Jeffrey John, einem offen homosexuellen Priester, der in einer festen Beziehung lebte, zum Suffraganbischof von Reading durch den Erzbischof von Canterbury, Rowan Williams, kommentierte. Priddis ging dabei nicht direkt auf die sexuelle Orientierung Johns ein, sondern betonte, dass John versprochen hatte, als Bischof zölibatär zu leben und die Lehrmeinung der Bischöfe akzeptiere.
Im April 2007 wurden Vorwürfe bekannt, dass Priddis die Einstellung von John Reaney, der sich um die Stelle des kirchlichen Jugendbetreuers in der Diözese von Lichfield beworben hatte, abgelehnt hatte, wegen dessen Homosexualität. Reaney, der im Juli 2003 nach einem offiziellen Auswahlverfahren, in dem er seine Homosexualität zugegeben hatte, bereits eine Jobzusage erhalten hatte, gab an, Priddis habe ihm in einem weiteren, persönlichen Gespräch intime Fragen zu seinem Sexualleben gestellt. Daraufhin wurde eine Untersuchung wegen des Verdachts auf Verletzung des Antidiskriminierungsgesetz eingeleitet. Später erklärte Priddis, dass er Reaney nicht wegen dessen Homosexualität, sondern wegen Geschlechtsverkehr außerhalb der Ehe abgelehnt habe. Priddis führte weiter aus, dies gelte für alle Personen im kirchlichen Dienste, unabhängig von ihrer sexuellen Identität. Er fühle sich damit im Einklang mit den Lehren der Kirche.
Im Juli 2007 entschied das Arbeitsgericht zugunsten von Reaney. Der Kläger wurde nach Auffassung des Gerichts wegen seiner sexuellen Orientierung benachteiligt. Religiöse Gruppen, auch aus dem Ausland, erklärten sich daraufhin mit Priddis solidarisch und wandten sich mit einer Petition an Gordon Brown. Die Diözese erwog, in Berufung zu gehen. Die Diözese wurde darin verurteilt, 47.000 Pfund (63.000 Euro) an Reaney zu zahlen. Die Summe beinhaltete ausgefallene Lohnzahlungen, Rentenansprüche und Schmerzensgeld.
Im Dezember 2007 äußerte Priddis sein Bedauern über die Folgen. Er blieb allerdings bei seinem Standpunkt. Im Februar 2008 akzeptierte die Diözese schließlich den Strafbefehl.
Die britische Schwulen- und Lesben-Organisation Stonewall verlieh Priddis aufgrund seines Verhaltens den ironischen „Ehrentitel“ „Bigot of the Year“.
Im März 2008 rief Priddis zusammen mit Dominic Walker, dem Bischof von Monmouth, zu Änderungen im Gesundheitswesen auf. Priddis kritisierte insbesondere die Rationalisierung der Gesundheitsversorgung und die Auswirkungen, die sich dadurch aufgrund der unterschiedlichen Gesundheitssysteme in Wales und England ergeben würden.

## Veröffentlichungen
- 1986: The Study of Spirituality (Beiträge)